# 24779 Presque Isle
24779 Presque Isle è un asteroide della fascia principale. Scoperto nel 1993, presenta un'orbita caratterizzata da un semiasse maggiore pari a 2,5970708 UA e da un'eccentricità di 0,2291617, inclinata di 16,06842° rispetto all'eclittica.